# Andrés Mendoza
Andrés Augusto Mendoza Azevedo (ur. 26 kwietnia 1978 w Chincha Alta) – peruwiański piłkarz grający na pozycji napastnika, reprezentant Peru.

## Kariera klubowa
Mendoza jest wychowankiem klubu Club Sporting Cristal. W jego barwach zadebiutował w 1996 roku w wieku 18 lat i już w pierwszym sezonie został mistrzem Peru. W 1997 Mendoza ze Sportingiem wystąpił w edycji Copa Libertadores i dotarł aż do finału tych rozgrywek, jednak peruwiański klub przegrał w nim po dwumeczu 0:1 z brazylijskim Cruzeiro EC. W 1998 roku Mendoza zdobywając 14 goli w lidze ustanowił swój indywidualny rekord sezonu w Peru, a w zespole z Limy grał jeszcze przez pierwszą połowę 1999 roku.
W 1999 roku Mendoza wyjechał do Europy, gdzie jego pierwszym klubem był belgijski Club Brugge. Pierwszy sezon nie był dla niego udany, gdyż zdobył zaledwie 1 gola w Eerste Klasse, ale już w kolejnych udowodnił swoją skuteczność i niemal co roku strzelał przynajmniej 12 goli w sezonie. Swój pierwszy sukces w drużynie z Brugii Peruwiańczyk osiągnął w 2002 roku, gdy zdobył Puchar Belgii. W 2003 roku natomiast został pierwszy raz mistrzem Belgii, a rok później do sukcesów dołożył kolejny krajowy puchar. W tamtym sezonie wystąpił z Brugge bez sukcesów w Lidze Mistrzów.
Latem 2004 Mendoza opuścił Belgię i niespodziewanie przeszedł do ukraińskiego Metałurha Donieck. W Doniecku spisywał się równie udanie co w Belgii i strzelił dla tego klubu 12 goli w lidze, między innymi dzięki którym Metałurh zajął wysokie 3. miejsce gwarantujące start w Pucharze UEFA. W 2005 roku Andrés został wypożyczony do francuskiego Olympique Marsylia, w barwach którego zadebiutował 30 lipca w Ligue 1 przegranym meczem 0:2 z Girondins Bordeaux. W Olympique grał jednak słabo, mało skutecznie i w 11 ligowych meczach nie strzelił ani jednego gola. W 2006 roku tuż przed rozpoczęciem sezonu w Rosji Mendoza trafił do Dynama Moskwa, w którym rozegrał tylko 3 mecze, aż w końcu latem powrócił do Metałurha i rozegrał w nim sezon 2006/2007.
W 2008 roku Mendoza został piłkarzem rumuńskiej Steauy Bukareszt. Tam grał pół sezonu i latem wyjechał do meksykańskiego Monarcas Morelia. Przez rok strzelił dla Monarcas 13 goli, co zaowocowało transferem do Diyarbakırsporu latem 2009 roku. W 2010 roku został piłkarzem Columbus Crew z Major League Soccer. Tam spędził udane dwa lata, po czym powrócił do ligi meksykańskiej, podpisując kontrakt z Atlante FC.
| Sezon     | Klub                  | Kraj              | Rozgrywki           | Mecze | Bramki |
| --------- | --------------------- | ----------------- | ------------------- | ----- | ------ |
| 1996      | Club Sporting Cristal | Peru              | Primera División    | 20    | 1      |
| 1997      | Club Sporting Cristal | Peru              | Primera División    | 11    | 2      |
| 1998      | Club Sporting Cristal | Peru              | Primera División    | 30    | 14     |
| 1999      | Club Sporting Cristal | Peru              | Primera División    | 6     | 3      |
| 1999/00   | Club Brugge           | Belgia            | Eerste Klasse       | 10    | 1      |
| 2000/01   | Club Brugge           | Belgia            | Eerste Klasse       | 33    | 12     |
| 2001/02   | Club Brugge           | Belgia            | Eerste Klasse       | 32    | 15     |
| 2002/03   | Club Brugge           | Belgia            | Eerste Klasse       | 29    | 12     |
| 2003/04   | Club Brugge           | Belgia            | Eerste Klasse       | 25    | 14     |
| 2004/05   | Metałurh Donieck      | Ukraina           | Wyszcza Liha        | 21    | 12     |
| 2005/06   | Olympique Marsylia    | Francja           | Ligue 1             | 11    | 0      |
| 2005/06   | Dinamo Moskwa         | Rosja             | Priemjer-Liga       | 3     | 0      |
| 2006/07   | Metałurh Donieck      | Ukraina           | Wyszcza Liha        | 9     | 3      |
| 2007/08   | Steaua Bukareszt      | Rumunia           | Liga I              | 14    | 2      |
| 2008/09   | Monarcas Morelia      | Meksyk            | Primera División    | 27    | 13     |
| 2009/10   | Diyarbakırspor        | Turcja            | Süper Lig           | 15    | 5      |
| 2010      | Columbus Crew         | Stany Zjednoczone | Major League Soccer | 8     | 3      |
| 2011      | Columbus Crew         | Stany Zjednoczone | Major League Soccer | 29    | 13     |
| 2011/2012 | Atlante FC            | Meksyk            | Primera División    | 11    | 2      |

## Kariera reprezentacyjna
W reprezentacji Peru Mendoza zadebiutował w 1999 roku. W swojej karierze brał udział w nieudanych dla Peru eliminacjach do MŚ 2002 oraz MŚ 2006. W swojej karierze jak dotąd dwa razy wystąpił w turnieju o mistrzostwo Ameryki Południowej. Pierwszym z nich był to turniej Copa América 1999. Wystąpił tam jednak tylko w jednym grupowym meczu, a Peru odpadło już w ćwierćfinale. Natomiast w 2004 roku wystąpił w Copa América 2004, ale tam był już podstawowym zawodnikiem drużyny, nie zdobył jednak gola i ponownie z drużyną narodową odpadł już w ćwierćfinale.

## Sukcesy i odznaczenia

### Sukcesy klubowe
- mistrz Peru: 1996, 1998
- finalista Copa Libertadores: 1997
- mistrz Belgii: 2003
- zdobywca Pucharu Belgii: 2002, 2004
- zdobywca Superpucharu Belgii: 2002, 2003, 2004